# Monoclea forsteri
Monoclea forsteri är en bladmossart som beskrevs av William Jackson Hooker. Monoclea forsteri ingår i släktet Monoclea och familjen Monocleaceae. Inga underarter finns listade i Catalogue of Life.